# Władysław Kawula
Władysław Kazimierz Kawula (ur. 27 września 1937 w Krakowie, zm. 1 lutego 2008 tamże) – polski piłkarz występujący na pozycji obrońcy. Wieloletni zawodnik krakowskiej Wisły i reprezentant Polski.

## Życiorys
Wychowany na krakowskiej Olszy pierwsze kroki w sportowej karierze stawiał w pobliskiej Prądniczance.
Zawodnikiem Wisły Kraków został w 1951 i spędził w tym klubie równo 20 lat. W I lidze zadebiutował 17 czerwca 1956. Łącznie rozegrał 329 meczów pierwszoligowych, co przez lata było rekordem klubu (lepszy wynik osiągnął Arkadiusz Głowacki). Należy do elitarnego Klubu 300 – jest na 37. miejscu, kiedy kończył karierę był w pierwszej piątce zawodników o największej liczbie występów w najwyższej klasie rozgrywkowej. Znany był jako świetny wykonawca rzutów wolnych i karnych. Wielokrotnie pełnił funkcję kapitana drużyny. W 1967 zdobył Puchar Polski.
Po odejściu z Wisły występował w polonijnym klubie White Eagles Chicago, a następnie, po powrocie do kraju, w zespołach niższych lig – w Victorii Jaworzno oraz Kalwariance Kalwaria, gdzie zakończył karierę w wieku 40 lat.
Został pochowany na Cmentarzu wojskowym przy ul. Prandoty w Krakowie (kw. LXXXIX-11-19).

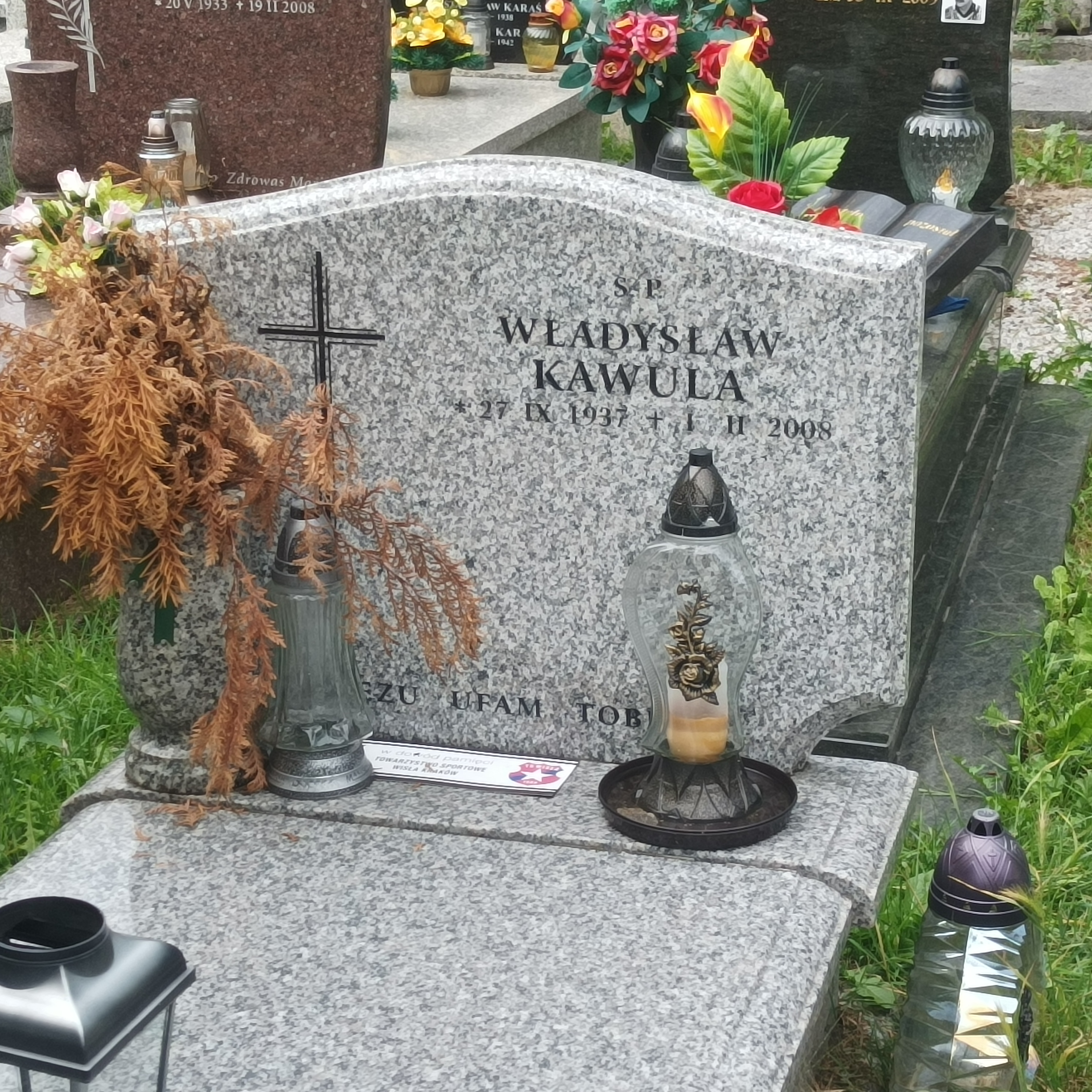
Grób Władysława Kawuli na cmentarzu wojskowym przy ul. Prandoty w Krakowie

Od 29 kwietnia 2015 roku jego imię nosi stadion Prądniczanki.

### Kariera reprezentacyjna
W reprezentacji zadebiutował 28 września 1960 w meczu z Francją, ostatni raz zagrał w 1962. Łącznie w biało-czerwonych barwach rozegrał 5 spotkań.

## Sukcesy

### Klubowe

#### Wisła Kraków
- Mistrzostwo II ligiː 1964/1965
- Wicemistrzostwo Polskiː 1965/1966
- Puchar Polskiː 1966/1967

## Życie prywatne
Jego starszy syn Artur również był piłkarzem.